# Madona z nageljnom (da Vinci)
Madona z nageljnom, znana tudi kot Madona z vazo, Madona z otrokom ali Devica s cvetjem, je renesančna oljna slika Leonarda da Vincija, ustvarjena okoli 1478–1480. Stalno je razstavljena v galeriji Stara Pinakoteka v Münchnu, Nemčija.

## Motiv
Slika prikazuje mlado Madono z detetom Jezusom, kar je pogost motiv v krščanski umetnosti srednjega veka. Mlada ženska stoji za balustrado, otrok Jezus sedi na ograji v nenaravnem položaju in ga Madona drži z eno roko. Dvignjena leva noga kaže na gube zlatorumenega spodnjega krila, ki predstavlja vodoravno osmico. To je sklicevanje na Kristusovo rojstvo.
V središču slike je rdeč nagelj, ki ga gleda Madona; otrok pa gleda proti nebu. Nagelj je skrivnostno upodobljen v senci, medtem ko se obrazi figur kažejo na svetlobi. Slika ima tri ravni globine: ospredje z otrokom, območje za osebama do oken in pokrajina.
V ozadju so štiri okna, ki lahko označujejo štiri smeri ali štiri elemente. V ozadju je pokrajina s horizontom, proti kateremu so gore levo in desno od Madonine glave.
Dete Jezus je dobro hranjeno in golo. Madona nosi dragocena sodobna oblačila z veliko broško. Ni znano, ali je bila ženska model.
Prvotno so sliko pripisovali slikarju in kiparju Andreu del Verrocchio, poznejši umetnostni zgodovinarji pa se strinjajo, da gre za Leonardovo delo, ki je verjetno nastalo med njegovim vajeništvom pri Verrocchiu. Devičini lasje, leva roka, draperija in cvetovi so podobni elementom Leonardovega Oznanjenja.

## Delo
Delo je veliko 62,3 × 48,5 cm, skrajšalo se je za približno 1,5 cm na levi in nekaj milimetrov na drugih straneh. Kasneje so bili dodani kosi levo in desno. Razpoka, ki je bila vidna samo na hrbtu, je bila zavarovana.
Zaradi močne ukrivljenosti plošče iz lesa topola je bil hrbet okovan. Oljna barva ima gube, ki (po Zöllnerjevem mnenju) kažejo na premalo znanja o oljnih barvah. Uporaba barv, povezanih z oljem, je bila takrat še vedno nova. Uporabljena tehnika slikanja je tempera in oljna barva na topolovem lesu. Okrašen, barvno pobarvan okvir izvira iz obdobja renesanse. Stanje ohranjenosti je dobro.

## Zgodovina
Slika je zgodnje Leonardovo delo, ki je verjetno nastalo v delavnici Andrea del Verrocchia. Poreklo Madone z nageljnom ne sega daleč nazaj. Najstarejše mesto, kjer so jo hranili je lekarna Wetzler v Günzburg an der Donau. Ni točno znano, kako je slika prišla do Günzburga. Ali v bližnjem samostanu Burgau ali pa ga je iz Italije pripeljal Auxilianus Urbani, zbiratelj umetnosti, ki se je leta 1792 poročil v lekarno Günzburg (Möller 1937).
Zdravnik Albert Haug je sliko na dražbi leta 1889 kupil za samo 22 mark iz posesti vdove Therese Wetzler. Leta 1889 je sliko prodal Stari Pinakoteki v Münchnu za 800 mark - takrat je bila ocenjena cena 8000 mark. Potem ko je sliko pridobila Stara Pinakoteka, je na pobudo Adolfa Bayersdorferja takoj razglasil kot Leonardovo avtografsko delo. Identificiral ga je z Madono s karafo, ki jo je omenil Vasari, ki je bila v zbirki papeža Klemena VII. okoli leta 1550. V slikovni analizi, opravljeni leta 1890, je tudi Wilhelm Koopmann ugotovil, da je slika iz delavnice Verrocchia lahko naslikal le sam Leonardo.
Marcel Reymond jo je leta 1906 razglasil za Verrocchiovo, medtem ko je Woldemar von Seidlitz leta 1909 sliko prepoznal le v maniri Verrocchia. Schmid je poskušal (1893) sliko pripisati Lorenzu di Credi. S tem pogledom je ostal sam. V nasprotju s tem so Giovanni Morelli (1886), Rieffel (1891), Thiis (1909) in Venturi (1909) celo zavzeli stališče, da je slika kopija izgubljenega Leonardovega dela. Toda že leta 1925 je Venturi revidiral svoje prejšnje stališče in zdaj zagovarjal, da gre za delo Leonarda. Večina umetnostnih zgodovinarjev mu je sledila do danes. Zdi se, da je Leonardova glava Madonne prikazana v Parizu v Louvru, kot kaže, podkrepila to pripisovanje. Broška, ki jo nosi Marija na sliki je presenetljiva in  jo je mogoče najti tudi na Dreyfusovi Madoni v Nacionalni umetniški galeriji v Washingtonu, D.C. in  Benoisovi Madoni v Sankt Peterburgu.